# Network News Transfer Protocol
Network News Transfer Protocol (ofte forkortet NNTP) er en datanetprotokol der bruges til at overføre artikler i nyhedsgrupper mellem to computere på Internet.
Man kan også sige, at NNTP er et mange-til-mange diskussionssystem eller debatsystem (i forhold til e-post, hvor det er normalt at snakke en-til-en).
Typisk bruges systemet til at stille et spørgsmål om et fænomen. Andre brugere af systemet – som har svaret på rede hånd – vil ofte svare herpå, men .. hvis andre igen ikke er helt tilfredse, så kan de blande sig i diskussionstråden. Så er det op til spørgeren, om hun/han er tilfreds med svarene.
Det spændende er, at mennesker orker at svare på de ofte stillede spørgsmål – igen og igen. Men systemets lethed og elegance er måske årsagen til systemets popularitet.
Antallet af diskussions- eller nyhedsgrupper er stort – op til 50.000 på verdensplan. De kan være underinddelt i lande, f.eks. har Danmark ca. 250 grupper med følgende store hovedgrupper: dk.binaer, dk.edb, dk.fritid, dk.kultur, dk.spil, dk.sport og dk.videnskab
Disse grupper reguleres af brugerne selv ved endnu nogle diskussionsgrupper (dk.admin) og udvalg, afstemning, regler (fundats) mv. Læs nærmere herom i usenet.dk
For at være med skal man have en gyldig e-post konto samt et program til håndtering af diskussion/debat, eg. nyhedslæser (eng: news reader). Idet en vigtig faktor er, at man ikke optræder anonymt, men er ansvarlig for sine indlæg.